# On the go
On the go é um termo do marketing. Refere-se ao consumo durante os deslocamentos entre a casa e o trabalho, entre o trabalho e a escola. Isso possibilita o lançamento de produtos com embalagens especialmente preparadas para consumo rápido, durante estes deslocamentos das pessoas.